# Justus von Daniels

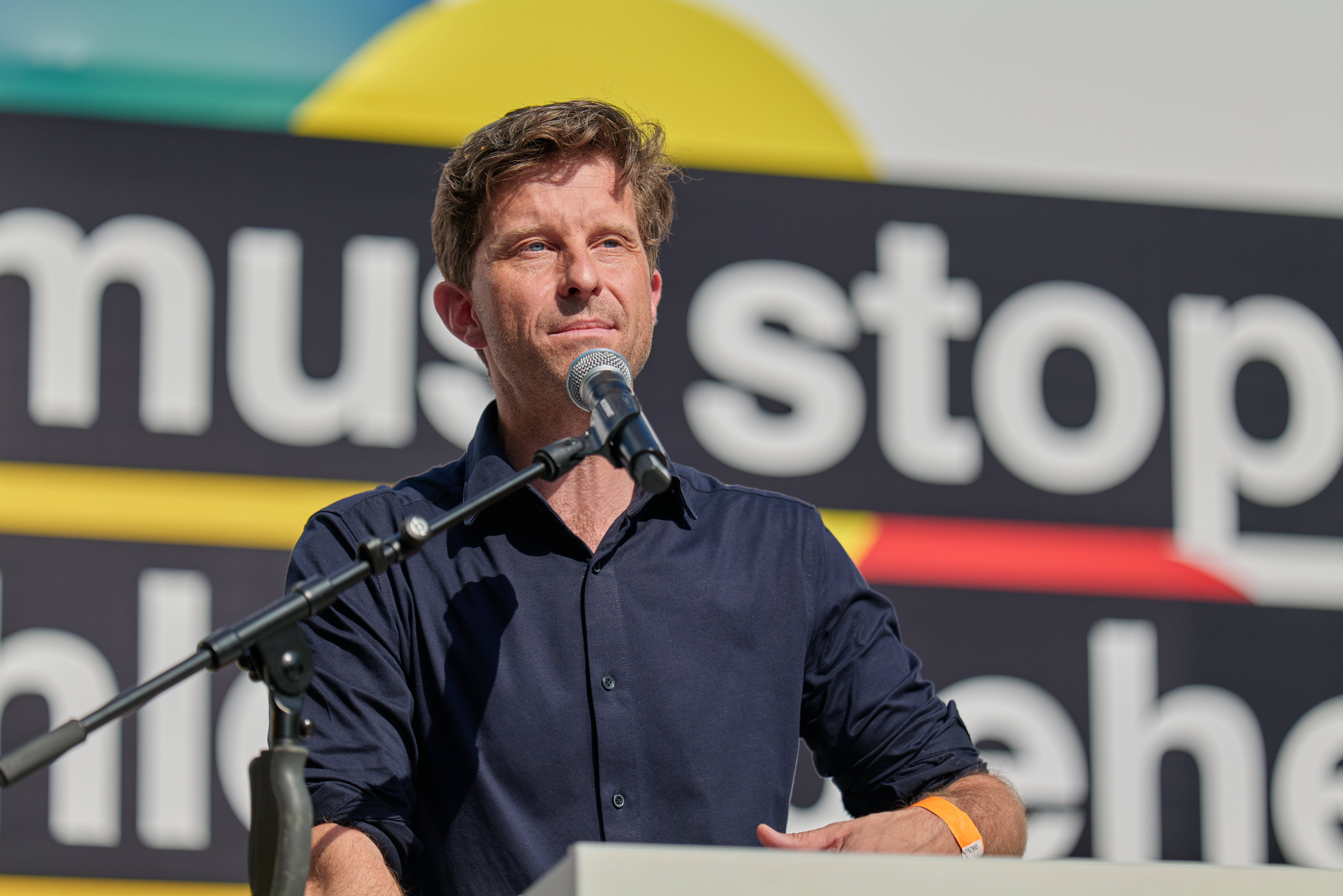
Justus von Daniels spricht bei der Kundgebung Rechtsextremismus stoppen – Demokratie verteidigen am 8. Juni 2024 in Berlin

Justus von Daniels (* 2. Juni 1978 in Hannover) ist ein deutscher Jurist und Journalist. Er ist seit 2019 Chefredakteur des investigativen Recherchenetzwerkes Correctiv.

## Karriere
Justus von Daniels begann seine journalistische Laufbahn nach dem Studium der Rechtswissenschaften und dem 2. Staatsexamen. 2008 wurde er an der Humboldt-Universität zu Berlin mit der Studie Religiöses Recht als Referenz. Jüdisches Recht im rechtswissenschaftlichen Vergleich zum Doktor jur. promoviert. Von Daniels arbeitete in verschiedenen Redaktionen und spezialisierte sich früh auf investigativen Journalismus. Seit seiner Ernennung zum Chefredakteur von Correctiv im Jahr 2019 hat von Daniels eine Vielzahl von wichtigen investigativen Projekten geleitet.
Von Daniels hat die Idee der Bürgerrecherche maßgeblich weiterentwickelt. Mit dem Projekt „Wem gehört Hamburg“ startete er 2017 gemeinsam mit einem Team eine umfangreiche Recherche, bei der mehrere tausend Bürgerinnen und Bürger mitwirkten. Ziel des Projekts war es, den undurchsichtigen Immobilienmarkt transparenter zu machen. Mithilfe von Medienpartnern in verschiedenen Städten brachte Correctiv durch die Beteiligung der Bürgerinnen und Bürger Licht in den Immobilienmarkt. Von 2018 bis 2019 baute von Daniels das Netzwerk Correctiv.Lokal auf, das für kollaborativen Lokaljournalismus steht. Justus von Daniels lebt in Berlin.

## Auszeichnungen
Für seine Arbeit wurde Justus von Daniels mehrfach ausgezeichnet. „Wem gehört Hamburg“ wurde 2019 mit dem Grimme Online Award ausgezeichnet. 2021 wurde er zusammen mit Olaya Argüeso vom Medium Magazin zur „Chefredaktion des Jahres“ gewählt. Beide haben 2019 gemeinsam die Führung der Redaktion übernommen. Zu den weiteren Auszeichnungen gehören der Umweltmedienpreis 2018 und der Deutsche Reporterpreis 2016 (im Team mit Correctiv). Für seine Promotion erhielt er 2009 den Humboldt-Preis der HU Berlin.

## Publikationen (Auswahl)
- Religiöses Recht als Referenz. Jüdisches Recht im rechtswissenschaftlichen Vergleich. Mohr Siebeck, Tübingen 2009, ISBN 978-3-16-149900-5 (Zugl.: Berlin, Humboldt-Univ., Diss., 2008).
- Wem gehört Hamburg? – Einblicke in den intransparenten Immobilienmarkt, 2019.